# Inside Out (Traveling-Wilburys-Lied)
Inside Out (englisch hier sinngemäß für: „Von innen nach außen“) ist ein Lied der Traveling Wilburys, das diese 1990 für ihr zweites Album Traveling Wilburys Vol. 3 aufnahmen und das im Februar 1991 als Single A-Seite ausgekoppelt wurde.

## Hintergrund
Inside Out ist das zweite Lied des Albums Traveling Wilburys Vol. 3 und wurde von den vier Mitgliedern der Traveling Wilburys geschrieben. Es wurde hauptsächlich von Bob Dylan gesungen, wobei George Harrison und Tom Petty ebenfalls Textzeilen singen. Es war der erste Song, den die Traveling Wilburys für ihr zweites Album schrieben und aufnahmen.
Der Text von Inside Out bezieht sich auf eine Welt, in der sich der Himmel, das Gras und das abfließende Wasser auf mysteriöse Weise gelb verfärbt haben. Ob sich der Song sich mit Ökologie und Umweltfragen befasst, wurde von den Mitgliedern Traveling Wilburys nicht bestätigt.
George Harrison sagte im Nachhinein gegenüber der BBC über die Entstehung und den Text von Inside Out: „Ich meine, das erste, was wir geschrieben haben, war 'Inside Out'. Und das war, ich meine, das war von allen, die im Haus ankamen, innerhalb einer Stunde hatten wir diesen Song geschrieben. Nicht der Text, aber wir hatten das Format für die Melodie. Dann gingen wir raus und nahmen es auf Band auf. Und, weißt du, ein Take, zwei Takes vielleicht, um es einfach zu verstehen. Und dann machten wir weiter und schrieben einen weiteren Song. Wie zum Beispiel "Inside Out". Wir sind gekommen, um die Worte dazu zu schreiben. Jemand wie Bob, vielleicht, ich weiß nicht mehr, ob es Bob oder Tom war, kam einfach auf die Idee: 'Schau aus deinem Fenster, das Gras ist nicht grün.' Und dann dachte ich nur an 'es ist irgendwie gelb'. Und dann sagt jemand anderes: 'Siehst du, was ich meine.' Und dann kam der nächste Teil: 'Schau in deinen Schornstein, der Himmel ist nicht blau, er ist irgendwie gelb.' Und dann wurde das zu einem Witz, denn jedes Mal, wenn die dritte Zeile kam, war sie gelb, 'es ist irgendwie gelb'.“
Die Autoren Chip Madinger und Mark Easter beschreiben "Inside Out" als den wohl kommerziellsten Track auf Vol. 3. Ursprünglich war es geplant Inside Out, wie schon bei She’s My Baby als Singleauskopplung aus dem Album Traveling Wilburys Vol. 3 in den USA zu veröffentlichen, letztendlich entschied sich die Tonträgergesellschaft dagegen und so wurde in den USA lediglich eine Promotionsingle veröffentlicht. In Kanada erreichte Inside Out im Februar 1991 Platz 50 der dortigen Charts.

## Aufnahme
Die Aufnahmen für Inside Out fanden zwischen März und Mai 1990 in einem privaten Haus in Los Angeles, Bel Air, Kalifornien, das kurzfristig zu einem Studio eingerichtet wurde, statt. In George Harrisons Friar Park Studio, Henley on Thames (F.P.S.H.O.T.), Oxfordshire wurde Inside Out im Juli 1990 fertiggestellt. Ausführende Produzenten des Liedes waren Jeff Lynne und George Harrison. Toningenieur war Richard Dodd.
Besetzung:
- Spike Wilbury (George Harrison): Gesang, Akustikgitarre, E-Gitarre
- Boo Wilbury (Bob Dylan): Gesang, Akustikgitarre
- Clayton Wilbury (Jeff Lynne): Gesang, Akustikgitarre, E-Bass, Keyboard
- Muddy Wilbury (Tom Petty): Gesang, Akustikgitarre
- Buster Sidebury (Jim Keltner): Schlagzeug, Perkussion
- Ray Cooper: Perkussion

## Musikvideo
Zeitgleich zum Erscheinen von Inside Out wurde ein Musikvideo veröffentlicht. Das Video zeigt die vier Traveling Wilburys mit dem Schlagzeuger Jim Keltner, wie sie Inside Out spielen.

## Veröffentlichung
- Am 29. Oktober 1990 wurde in Großbritannien und am 6. November 1990 in den USA das Album Traveling Wilburys Vol. 3 veröffentlicht, auf dem sich Inside Out befindet.
- In den USA wurde, wahrscheinlich im Februar 1991, eine Promotion-CD mit Inside Out hergestellt.[5]
- In Deutschland und den Niederlanden erschien die Singleauskopplung laut Produktinformation am 16. August 1991[6]: Inside Out / New Blue Moon (Instrumental Version).[7] Sie war auch als Maxi-Single im 5″-CD-[8] und 12″-Vinyl-Format erhältlich: Inside Out / New Blue Moon (Instrumental Version) / Cool Dry Place.
- Am 11. Juni 2007 erschien das remasterte Kompilationsalbum The Traveling Wilburys Collection auf dem sich auch Inside Out befindet.

## Chartplatzierungen
Die Single konnte sich nicht in den Charts in Deutschland platzieren.

## Coverversionen
Es gibt keine bekannte Coverversionen von Inside Out.